# أزمة صواريخ كوبا
أزمة الصواريخ الكوبية (تسمى في روسيا أزمة الكاريبي، (بالروسية: Карибский кризис)، وتعرف في كوبا بـأزمة أكتوبر) هي مواجهة ما بين الولايات المتحدة والاتحاد السوفيتي المتحالف مع كوبا في أكتوبر 1962 ضمن أحداث الحرب الباردة. وتقارن أزمة الصواريخ الكوبي بحصار برلين كواحدة من أشد المواجهات خلال الحرب الباردة، وتعتبر هذه الأزمة أقرب أزمة كادت أن تؤدي لقيام الحرب النووية.
في أغسطس 1962 وفي أعقاب عدة عمليات فاشلة للولايات المتحدة لإسقاط النظام الكوبي (غزو خليج الخنازير وعملية النمس) شرعت حكومتا كوبا والاتحاد السوفيتي في بناء قواعد سرية لعدد من الصواريخ النووية متوسطة المدى (MRBMs وIRBMs) في كوبا، والتي تعطي الإمكانية من ضرب معظم أراضي الولايات المتحدة. بدأ هذا العمل بعد نشر صواريخ ثور IRBM في بريطانيا ضمن مشروع إميلي سنة 1958 ونشر صواريخ جوبيتر IRBM في إيطاليا وتركيا سنة 1961، حيث أصبح بهذا لدى أمريكا المقدرة على ضرب موسكو بأكثر من 100 صاروخ ذي رأس نووي.
فاقت تلك الأزمة مع أزمة حصار برلين كلاً من أزمة السويس وحرب 67 اللتين تعتبران إحدى أكبر المواجهات في الحرب الباردة إلا أن تلك الأزمتين اقتربتا جدًا من المواجهة النووية. وهي أيضا أول واقعة موثّقة لخطر تدمير متبادل مؤكد (MAD) جري مناقشتها باعتبارها عاملاً حاسماً في الاتفاقيات الكبرى للتسليح الدولي. بدأت الأزمة في 8 أكتوبر 1962، ووصلت ذروتها في 14 أكتوبر عندما أظهرت صور استطلاع التقطت من طائرة التجسس الأمريكية لوكهيد يو-2 عن وجود قواعد صواريخ سوفيتية نووية تحت الإنشاء في كوبا.
فكّرت الولايات المتحدة في مهاجمة كوبا عن طريق الجو والبحر، ثم استقر الرأي بعمل حظر عسكري عليها. فأعلنت الولايات المتحدة أنها لن تسمح بتسليم أسلحة هجومية لكوبا، وطالبت السوفيت تفكيك أي قواعد صواريخ مبنية أو تحت الإنشاء في كوبا وإزالة جميع الأسلحة الهجومية. ولم تكن إدارة كينيدي تتوقع أن يستجيب الكرملين لمطالبهم، وتوقعت حدوث مواجهة عسكرية بين الدولتين. أما على الجانب السوفيتي فقد كتب الزعيم نيكيتا خروتشوف في رسالة إلى كنيدي بأن «حظر الملاحة في المياه الدولية أو المجال الجوي» يشكل «عملاً من أعمال العدوان تدفع البشرية إلى هاوية حرب صواريخ نووية عالمية».
رفض السوفيت علناً جميع المطالب الأمريكية، ولكن عبر قنوات سرية من الاتصالات بدأت اقتراحات لحل الأزمة.
انتهت الأزمة في 28 أكتوبر 1962، عندما توصل كلّ من الرئيس الأمريكي جون كينيدي وأمين عام الأمم المتحدة يو ثانت إلى اتفاق مع السوفيت لإزالة قواعد الصواريخ الكوبية شريطة أن تتعهد الولايات المتحدة بعدم غزو كوبا وأن تقوم بالتخلص بشكل سري من الصواريخ البالستية المسماة بجوبيتر (PGM-19 Jupiter) وثور (PGM-17 Thor).
أزال السوفييت بعد أسبوعين من الاتفاق جميع أنظمة الصواريخ ومعدات الدعم، وتم تحميلها على ثماني سفن تابعة لهم في الفترة من 5 إلى 9 نوفمبر. وبعدها بشهر أي في 5 و6 ديسمبر حملت القاذفة السوفيتية اليوشن-28 على ثلاث سفن شحن إلى روسيا. وانتهى رسمياً الحظر على كوبا يوم 20 نوفمبر 1962 في الساعة 6:45 مساء بتوقيت شرق الولايات المتحدة. بعد أحد عشر شهراً من الإتفاق وفي سبتمبر 1963 تم إبطال مفعول جميع الأسلحة الأمريكية في تركيا. ثم حدث كنتيجة لمفاوضات إضافية إنشاء الخط الساخن بين موسكو وواشنطن.
وفي أول خطاب له عن تلك الأزمة، أطلق كينيدي في 22 أكتوبر 1962 إنذاره الرئيسي:
وقد شمل هذا الخطاب على خطوط سياسية رئيسية أخرى، بدأت بـ:
أمر بتكثيف الرقابة، وأشاد بالتعاون من وزراء خارجية منظمة البلدان الأمريكية. وقال:«أمرنا الجيش للتحضير لجميع الاحتمالات، وإنا على ثقة من أن مصلحة كل من الشعب الكوبي والفنيين السوفييت في تلك المواقع، أن يعرفوا الأخطار التي ستصيب جميع الأطراف إذا استمر التهديد.» وقد قدم طلب لاجتماع عاجل في منظمة البلدان الأمريكية ومجلس الأمن للنظر في هذا الموضوع.

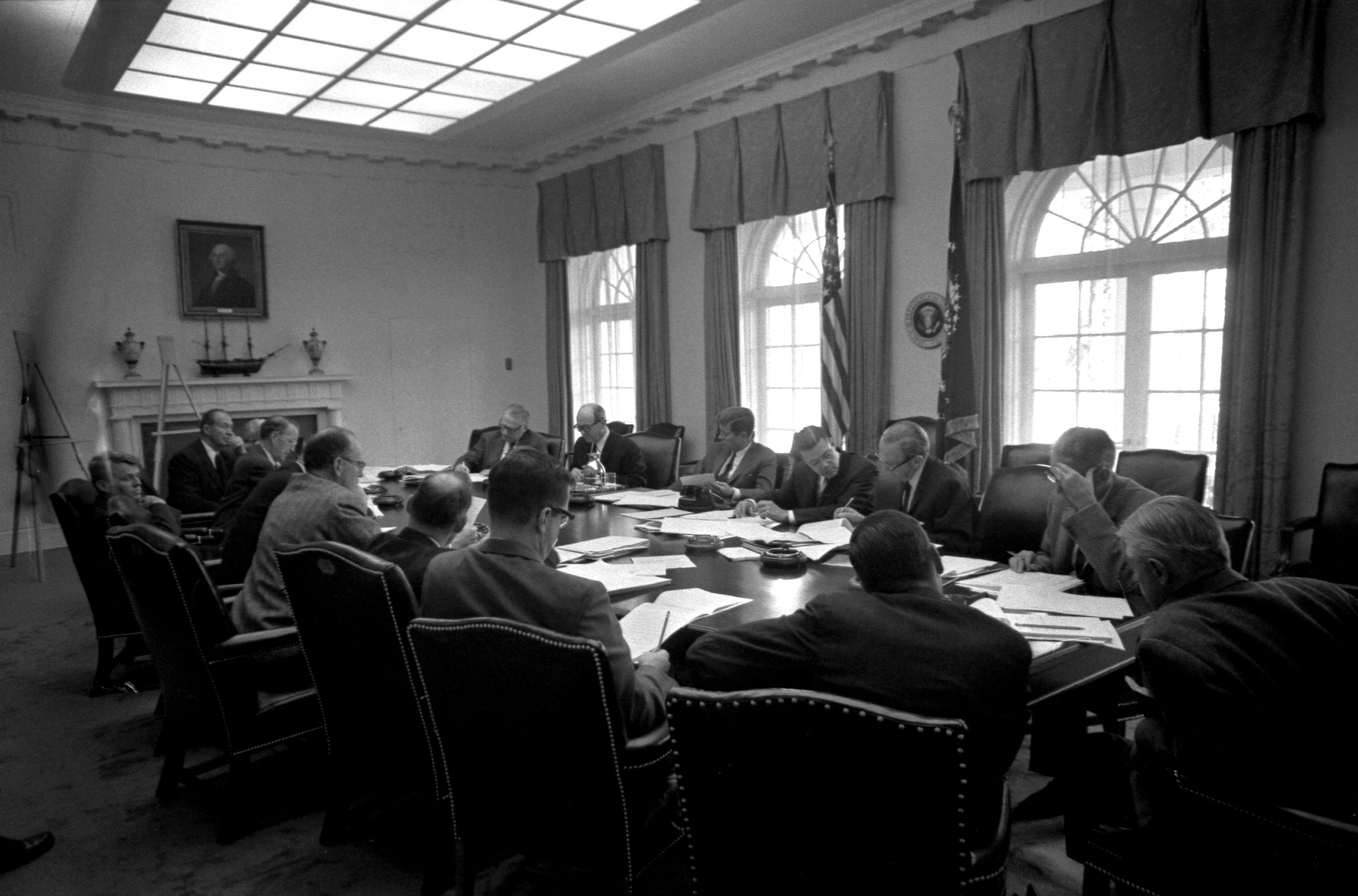
الرئيس كينيدي مجتمعا مع مجلس الوزراء خلال أزمة الصواريخ الكوبية

## ميزة الولايات المتحدة النووية
حتى عام 1962 فإن ما تملكه الولايات المتحدة من القنابل والرؤوس الحربية أكثر بثماني مرات مما يملكه الاتحاد السوفييتي: 27,297 مقابل 3,332.
كتب المؤرخ (ميلمان) قبل أن يتم القبض على (أوليج بنكوفسكي) العقيد بالمخابرات السوفييتية العامة في اليوم الأول من الأزمة، وهو جاسوس لبريطانيا وأمريكا، قائلا: «خلال وقائع محاكمته في أبريل 1963 أظهر بأنه سلم 5,000 علبة أفلام من المعلومات التقنية السوفييتية، هذا عدا سكره الشديد مع عملاء الاستخبارات الغربيين خلال رحلاته العديدة لأوربا الغربية». وقد استنتج السوفييت بأن الأمريكان قد استحوذوا على معلومات حاسمة جداً عن أسلحتهم واستخباراتهم، لذلك فالإتحاد السوفييتي لم يعد يثق بقدرة درعه النووي.
قد لا تتناسب مقدرة السوفييت بالتعامل مع قاذفات القنابل الأمريكية ولكنهم استعاضوا عنها بالصواريخ. وبعد إطلاق القمر الصناعي السوفييتي سبوتنك، انتقل الأمريكان من القاذفات المأهولة إلى صناعة الصواريخ التي لم يكن لها أولوية للاهتمام، فطوروا الصواريخ العابرة للقارات المسماة اختصارا (ICBMs).
المحاكاة الحاسوبية للعالم جون فون نيومان ساعدت الصواريخ الأمريكية والرؤوس النووية الخفيفة والاقتصادية. فالصاروخ السوفييتي الثقيل سميوركا R-7 Semyorka (276 طن) ينقل رأس حربي (3طن) أي 3 ميجاطن مسافة 5,800 ميل (9,330 كم)، بالمقابل الصاروخ الأمريكي أطلس Atlas وزنه (130 طنا) ينقل رأسا حربيا (1.5 طن) أي 3.8 ميجاطن مسافة 11,500 ميل (18,510 كم).
بتاريخ 24 أكتوبر 1960 وخلال كارثة نديلين قتل العديد من علماء الصواريخ السوفييت مما سبب بتعطيل مشروع الصواريخ البالستية R-16 لمدة سنة. وخلال أزمة الصواريخ الكوبية لم يكن للروس من صواريخ إلا أربعة من R-7 وعدد محدود من R-16 منتشرة في منصات سطحية مكشوفة وسهلة التعرض لهجوم، بينما يمتلك الأمريكان 142 من أطلس و62 من صواريخ تيتان Titan-I البالستية، أغلبها مثبت بصوامع تحت الأرض.

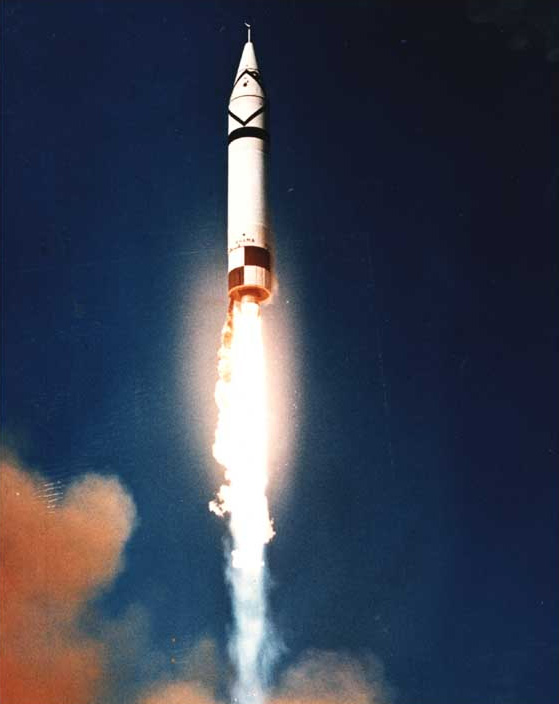
صاروخ جوبيتر بالستي متوسط المدى لحظة ارتفاعه عن الأرض

علاوة على ذلك، ففي يوليو 1960، صار بإمكان الولايات المتحدة إطلاق صواريخ بولاريس عابرة القارات لمسافة 1,000-ميل (1,600 كـم) من غواصاتها المنتشرة بالبحار، بينما إسطول الغواصات السوفيتي لديه حوالي 100 من الصواريخ العابرة في 1 والتي لاتطلق إلا عند خروج الغواصة إلى السطح مما يفقدها خاصية الاختفاء أو الغمر تحت الماء.
قبل حدوث الأزمة بعام، خدع الزعيم السوفييتي نيكيتا خروشوف كنيدي ببرنامج قنبلة تسار ذات قوة 50 ميغا طن، والذي يعتبر أعظم قوة نووية تفجيرية بالتاريخ، ثم استغل التحالف الكوبي السوفييتي الجديد لوضع صواريخ نووية ذات مدى يغطي جميع المدن الأمريكية. خلال حملة الانتخابات الرئاسية الأمريكية عام 1960 أبلغ ألان دالاس رئيس CIA كلا من جون كنيدي ونائبه ليندون جونسون على القدرة النووية للإتحاد السوفييتي المسماة بالغطاء الصاروخي «وقد كانت قليلة الأهمية قبل أن يثيرها كنيدي خلال حملته الانتخابية».
وفي عام 1961 نشرت الولايات المتحدة 15 صاروخ جوبيتر بالستي متوسط المدى بمدينة أزمير التركية ومداها 1,500-ميل (2,410 كـم) مستهدفة المدن الغربية للإتحاد السوفييتي بما فيهم موسكو التي تبعد عنها ب 15 دقيقة ولكن كيندي قلل من أهميتها الإستراتيجية نظرا لأن الغواصات التي تحوي الصواريخ البالستية تعطي نفس الدرجة من التهديد وعلى بعد أيضا.
وقد بادر خروتشوف بالتعبير عن غضبه واعتبر وجود الصواريخ بالأراضي التركية عدوانا شخصيا، لذلك فوجود الصواريخ الكوبية -وهي أول صواريخ توضع خارج الاتحاد السوفييتي- كانت ردة فعل على وجود الصواريخ النووية الأمريكية بالأراضي التركية.

## عملية أنادير
كان الجو السائد سواء السياسي والعسكري متخوفان من عملية غزو أمريكي محتملة لكوبا، وأدى ذلك لخروتشوف بالموافقة لتزويد كوبا بصواريخ أرض جو وأرض أرض في أبريل 1962، وقد أتبع ذلك بقرار وضع صواريخ نووية -بسيطرة سوفييتية- في جزيرة كوبا في مايو 1962، ولم ينقض شهر يوليو حتى كان هناك أكثر من 60 سفينة سوفييتية وصلت كوبا محملة بالتجهيزات العسكرية.

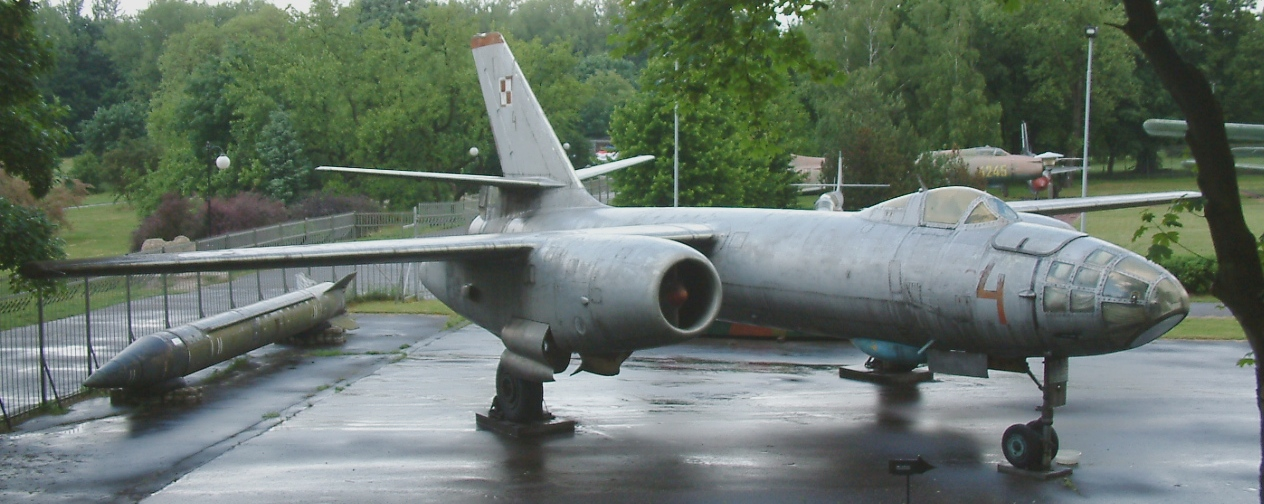
طائرة اليوشن الهجومية قد تم نشرها بطريقة سرية في كوبا

عملية أنادير هو الاسم الرمزي الذي استخدمه السوفييت لعملية فائقة السرية لنشر الصواريخ البالستية، والقاذفات متوسطة المدى وفوج من المشاة الميكانيكية في كوبا لإنشاء قوة سوفييتية تكون قادرة على منع أي غزو عسكري أمريكي محتمل. وقد احتوت العملية على حملة خداع عسكرية واسعة لتضليل الاستخبارات الغربية، وذلك بإرسالها كمعدات قطبية للتدريب على الطقس البارد والمتجمد، والعملية سميت باسم نهر أنادير الموجود بأقصى الشرق من سيبيريا، والصواريخ الباليستية قد تم شحنها بواسطة سفن تجارية.
وقد كان المخطط لنشر 60,000 جندي وثلاث أفواج من صواريخ R-12 وفوجين من صواريخ يوسوفايا R-14. الجنود قد تم نقلهم بواسطة 86 سفينة، وجرى عمل 180 رحلة من موانئ بالتييسك وليبايا وسيفاستوبول وفيودوسيا ونيكولاييف وبوتي وميورمانسك. ما بين 17 يونيو و22 أكتوبر تم نقل 24 منصة إطلاق، و42 من صواريخ R-12 بالإضافة إلى 6 قطع للتدريب، وبعض من 45 من الرؤوس النووية و42 من قاذفات اليوشن وفوج من الطائرات المقاتلة (40 طائرة ميغ 21)، وفرقتين من الدفاع الجوي السوفييتي، وأربعة أفواج مشاة ميكانيكية وغيرها من الوحدات العسكرية (قد يصل مجموعها 47,000 جندي).

## التقارير الأمريكية المبكرة
أبلغت الاستخبارات الفرنسية مدير السي أي ايه جون ماكون خلال شهر أكتوبر بباريس بأن السوفييت ينصبون صواريخ في كوبا. وقد أنذر بدوره الرئيس كيندي بأن بعض السفن السوفييتية تحمل تلك الصواريخ، ولكن كنيدي استنتج بعد نقاش مع كل من أخيه النائب العام روبرت كيندي ووزير الخارجية دين راسك ووزير الدفاع روبرت ماكنمارا بأن السوفييت لن يفعلوا ذلك. وقد استلمت الحكومة الأمريكية رسائل نفي دبلوماسية متكررة من السوفييت بأنه لا توجد صواريخ سوفيتية في كوبا ولن يخططوا لوضعها هناك، هذا ولم يكن الروس ميالين بإثارة مواجهة دولية تؤثر على سير الانتخابات النيابية الأمريكية في نوفمبر.
في أواخر أغسطس أظهرت صور لطائرات استطلاع مجموعة جديدة لمواقع مبنية من صواريخ سام، ولكن في 4 أكتوبر 1962 أبلغ كيندي الكونغرس الأمريكي بأنه لا يوجد صواريخ هجومية في كوبا. وفي نفس اليوم قابل روبرت كيندي السفير السوفييتي. وفي نفس المقابلة عبر عن قلق أمريكا حيال أي صواريخ نووية في كوبا. وقد طمأنه السفير الروسي بأنها دفاعية وأن الاستحكامات العسكرية هي ليست ذات أهمية. وبعدها بأيام أظهرت صور استطلاعية جوية مرة أخرى مباني وأحواض محصنة لغواصات
مموهة بأنها قرية لصيادي اسماك. وفي 11 سبتمبر قال السوفييت علنا بانهم ليسوا بحاجة لوضع أسلحة نووية خارج الاتحاد السوفييتي بما فيهم كوبا. وبذات اليوم اتصل خروتشوف شخصيا بكيندي وأبلغه بأنه لن توضع أي أسلحة هجومية في كوبا.

## رحلات U-2 والاكتشاف

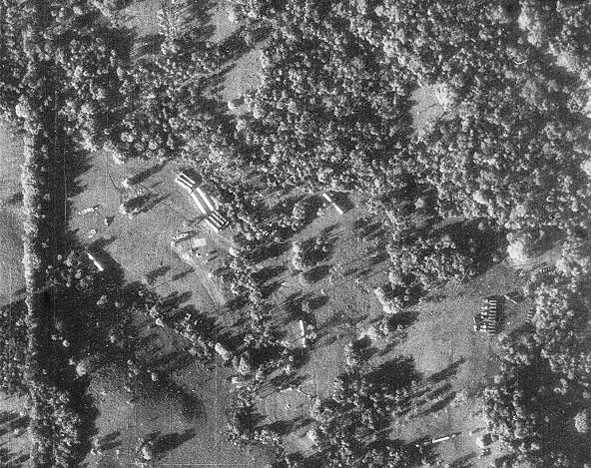
صورة استطلاعية لصواريخ نووية سوفييتية في كوبا. ويرى الشاحنات والخيام للتعبئة والصيانة

وصلت الدفعة الأولى من صواريخ SS-3 باليستية متوسطة المدى في مساء 8 سبتمبر، وتبعتها الدفعة الثانية بتاريخ 16 سبتمبر. وقد أتم السوفييت بناء 9 مواقع لتلك الصواريخ، 6 لصواريخ SS-4، وثلاث مواقع لصواريخ SS-5 ذات مدى 2,400-ميل (3,900 كـم). الترسانة المخطط لها كانت 40 منصة، ستزداد 70 ٪ في حالة الضربة الأولى. ولاحظ السكان الكوبيين ذلك وأرسلوا مئات التقارير إلى ميامي، وقد اعتبرتها المخابرات الأمريكية انها مزيفة.
بتاريخ 8 أكتوبر وفي الجمعية العامة للأمم المتحدة، قال الرئيس الكوبي إزفالدو دورتيكوس (1919-1983) خلال خطابه: إذا تعرضنا لهجوم، سندافع عن أنفسنا. وسأقولها مرة أخرى، لدينا ما يكفي من الوسائل للدفاع عن انفسنا، فلدينا أسلحة حاسمة، وإن كنا لانفضل أن نحوز تلك الأسلحة أو استعمالها.
هناك العديد من القضايا ليست بذات علاقة مع الصواريخ ولكنها لم تكتشف حتى يوم 14 أكتوبر، عندما أظهرت طائرات ال U-2 بناء لمواقع الصواريخ SS-4 بالقرب من سان كريستوبال بغربي كوبا.

## خطط ردة الفعل الأمريكية
إطلع كيندي على الصور في 16 أكتوبر، فاجتمع مع اللجنة التنفيذية لمجلس الأمن الوطني، وهم 14 شخصا بالإضافة لأخيه روبرت في الساعة 9:00 صباحا، ولم يكن للحكومة أي خطة عمل للرد على مثل هذا التهديد، والسبب هو أن المخابرات الأمريكية كانت مقتنعة بأن السوفييت لن يضعوا أي صواريخ نووية في الأراضي الكوبية. وقد ناقشت تلك اللجنة خمس خطوات قابلة للتنفيذ:
1. لن يفعلوا أي شيء.
2. استعمال الضغوط الدبلوماسية لحث الاتحاد السوفييتي على إزالة صواريخه.
3. استخدام القصف الجوي لضرب الصواريخ.
4. غزو عسكري شامل.
5. حصار بحري لكوبا، وقد أعتمد استخدامه بحظر أكثر تشدد.

وقد اتفق جميع الأعضاء بأن الحل الوحيد هو عمل هجوم واسع النطاق وغزو كوبا. واعتقدوا بأن السوفييت لن يحركوا ساكنا لوقف الغزو الأمريكي لكوبا، ولكن كيندي كان متشككا بذلك قائلا:
خلص كيندي بأن الهجوم الجوي سيجعل السوفييت مقتنعين بأنهم أخذوا الضوء الأخضر لاحتلال برلين. بالإضافة إلى ذلك فإن حلفاء الولايات المتحدة سيكونون مقتنعين أيضا بأنهم خسروا برلين لأن الولايات المتحدة لم تتمكن من وضع حل سلمي للقضية الكوبية.

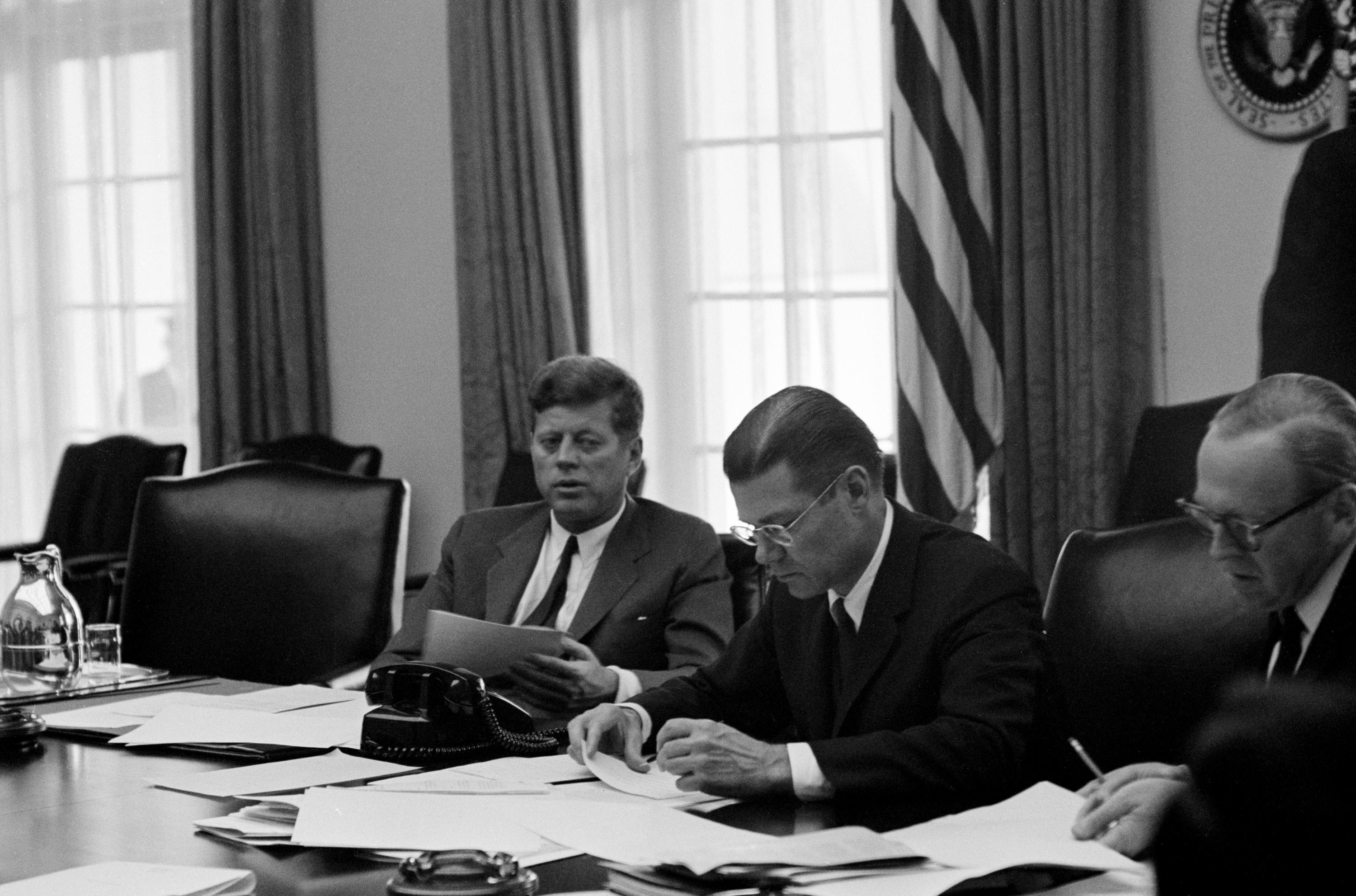
كنيدي مع وزير دفاعه ماكنمارا

دعم روبرت ماكنمارا الحصار البحري بشكل قوي مع إمكانيات عسكرية محدودة لإبقاء الأمريكان مسيطرين على الوضع.
وبتاريخ 18 أكتوبر قابل كيندي وزير الخارجية السوفييتي أندريه جروميكو الذي شدد على أن لايوجد أسلحة هجومية في كوبا وأن الوجود السوفييتي هو فقط لإصلاح الأراضي والدفاع. ولكن كيندي كان مطلعا وبشكل واسع على القدرات السوفييتية عن طريق المنشق السوفييتي (أولغ بنكوفسكي). وبالتحديد فهو على علم بأن السوفييت يمضون ببطء في تطوير صواريخ عابرة للقارات لذا سيستفيدون من وضع صواريخ في كوبا ذات مدى متوسط وهي (SS-4 Sandal حسب تسمية الناتو واسمها الحقيقي هو R-12 Dvina) و (SS-5 Skean حسب تسمية الناتو واسمها الحقيقي هوR-15 Chusovaya) كمقابل لصواريخ PGM-19 Jupiter الموجودة بتركيا وإيطاليا وصواريخ PGM-17 Thor متوسطة المدى بالمملكة المتحدة. لكن توزيع الصواريخ عابرة القارات الأمريكية كان من التنظيم بحيث أن الصواريخ متوسطة المدى مهملة ولا تستخدم إلا كأوراق مساومة.
تمكنت رحلات U-2 التجسسية بتاريخ 19 أكتوبر من تصوير 4 مواقع عمليات. وقد أرسلت الفرقة المدرعة الأولى إلى ولاية جورجيا وتم رفع درجة التأهب في خمس فرق عسكرية إلى الدرجة القصوى. ووزعت القيادة الجوية الاستراتيجية (SAC) قاذفات القنابل B-47 قصيرة المدى على مطارات مدنية، وجعلت قاذفات القنابل بي-52 تحلق عاليا وبشكل مستمر، وكليهما في حالة تأهب قصوى عند الهجوم، النقطة المهمة لطائرات البي 52 هي أنها غير معرضة لخطر الهجوم على قاعدتها. أما تشتيت طائرات B-47 فيجعل مهمة العدو الافتراضي صعبة جدا لكي يهاجم جميع المطارات التي تحتوي على قاذفات قنابل.
أظهر اجتماع آخر للجنة التنفيذية لمجلس الأمن الوطني بأن عدد ضحايا الضربات الجوية سيكون ما بين 10,000 إلى 20,000 شخص. وقد اكتشفت رحلة استطلاع أخرى قاذفات وصواريخ عابرة بالساحل الشمالي لكوبا، مما أعطى كيندي الأوامر بحصار كوبا. وعندما استفسر منه الإعلام عن طبيعة تلك الأسلحة الهجومية قال لهم بأنه حظر تلك التقارير إلى ما بعد خطابه للأمة، وقد أبلغ بريطانيا وباقي الحلفاء بنفس الليلة.

## تنفيذ الحظر
الحصار بالأعراف الدولية المعتادة هو منع جميع السفن من الدخول إلى المنطقة المحاصرة، ويعتبر نوع من أنواع الحروب. لذلك فالحظر يكون أكثر انتقائية كما بتلك الحالة، ويكون محدودا للأسلحة الهجومية فقط. بينما الوثائق الرسمية للبحرية الأمريكية تستخدم مصطلح حصار. هنا وثيقة للأدميرال جورج أندرسون أمر البحرية الأمريكية:
للتمييز ما بين حظر الأسلحة الهجومية مقابل حظر المواد الأخرى، وفي إشارة إلى أن الحصار التقليدي لم يكن هدفه الأساسي. بما أن الحظر يجري بالمياه الدولية فالرئيس كيندي أخذ الموافقة من (منظمة البلدان الأمريكية) للعمل العسكري حسب نصوص معاهدة ريو للدفاع عن نصف الكرة الغربي.
اشتراك أمريكا اللاتينية بالحظر من خلال ابلاغ قائد عمليات جنوب المحيط الأطلسي [COMSOLANT] بإشراك الأرجنتين بمدمرتين حيث ستكون في ترينيداد في 9 نوفمبر، بالإضافة إلى غواصة وكتيبة مشاة بحرية مع توفير رافعة إن تطلب الأمر لها. وابلغ قائد [COMSOLANT] أيضا بإرسال فنزويلا لمدمرتين وغواصة ستكون جاهزة للإبحار في 2 نوفمبر. حكومة ترينيداد وتوباكو عرضت قاعدتها البحرية للاستخدام من قبل دول أمريكا خلال الحظر. ووفرت جمهورية الدومينيكان سفينة حراسة. وأبلغت كولومبيا باستعدادها لتجهيز وحدات وسترسل ضباط عسكريين إلى الولايات المتحدة لمناقشة الاستعدادات. وقد وفر سلاح الطيران الإرجنتيني 3 طائرات إضافية للمشاركة بعمليات الحظر.

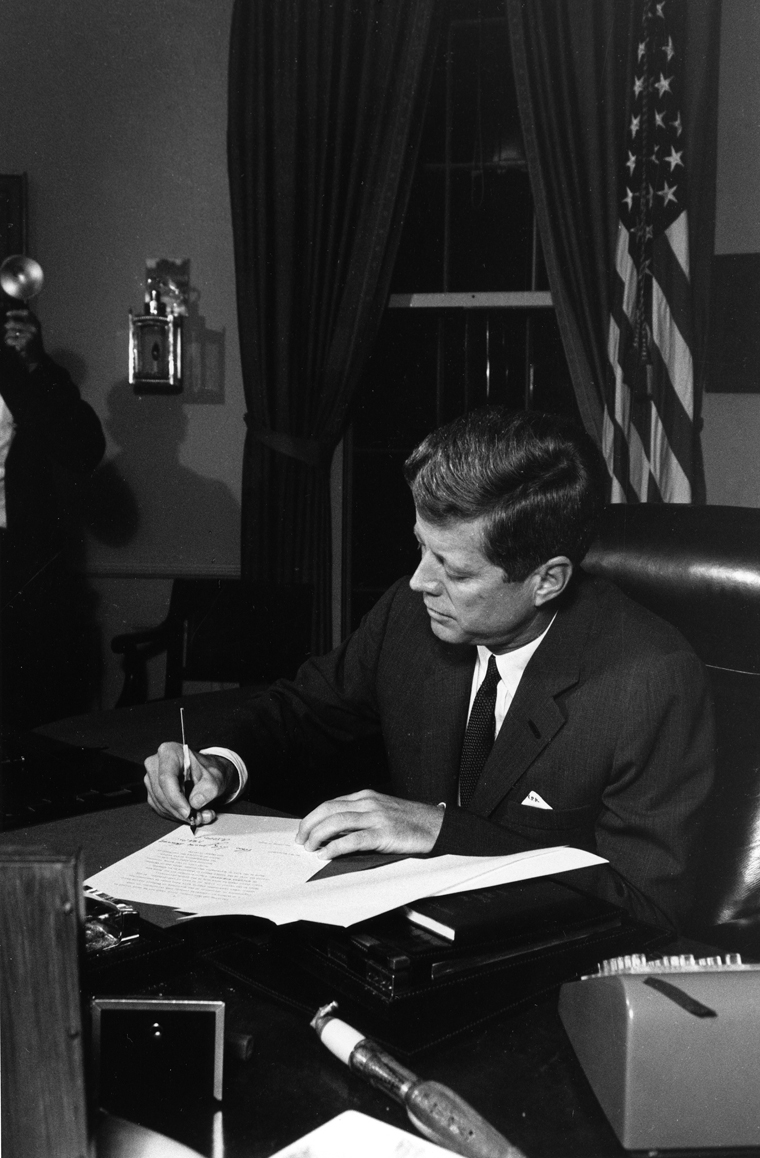
الرئيس كيندي يوقع على وثيقة إعلان منع تسليم أي أسلحة هجومية لكوبا في البيت الأبيض وذلك بتاريخ 23 أكتوبر 1962

بالساعة السابعة مساء ألقى الرئيس كيندي خطابا متلفزا بالإعلان عن اكتشاف الصواريخ.

## تفاقم الأزمة
في الساعة 11:24 صباحا وصلت برقية إلى سفيري أمريكا في تركيا والناتو تخبرهم بأن يأخذوا بعين الاعتبار تقديم عرض لسحب الصواريخ من تركيا مقابل الانسحاب من كوبا. وبعد ذلك، في صبيحة 25 أكتوبر كتب أحد الصحفيين في عموده نفس العرض السابق، وقد فسر ذلك بأنه بالون اختبار طرحته إدارة كينيدي لجس النبض.
بالوقت الذي استمرت الأزمة بدون توقف، أفادت وكالة الأنباء تاس هذا المساء عن تبادل الرسائل ما بين خروتشوف وبيرتراند راسل، حيث حذر خروشوف من أن «قرصنة» الولايات المتحدة قد تؤدي إلى الحرب. لكن أعقب ذلك برقية في الساعة 9:24 مساء من خروشوف إلى كنيدي والتي تم استلامها في الساعة 10:52 مساء والتي ذكر فيها «إذا كنت تقيس الحالة التي وصلت بهذا البرود وبدون فسح المجال للمشاعر، فستعلمون أن الاتحاد السوفياتي لا يسعه إلا الرفض لمطالب الولايات المتحدة العبثية»، ويرى الاتحاد السوفييتي أن الحصار هو عمل عدواني وأصدر التعليمات لسفنه بتجاهله.
أصدرت قيادة القوات المشتركة في مساء 23 أكتوبر تعليمات إلى القيادة الجوية الإستراتيجية بالتجهيز لحالة الاستعداد الثانية (DEFCON 2)، ولهذه المرة فقط بتاريخ العسكرية تم تعمد إرسال الرسالة واستقبالها بدون تشفير، لكي يسمحوا للعملاء السوفييت بالتقاطها. أنشأ سلاح الطيران وبسرعة منظومة رادار للإنذار المبكر ومكونة من ثلاث قواعد رادار للإنذار المبكر لمراقبة قواعد الصواريخ في كوبا وقد تم اعطائها رمز عملية أوراق الخريف (Operation Falling Leaves) وقد كانت نسخ تلك المنظومة الرإدارية تجريبية في ذلك الوقت. وكل قاعدة رادار متصلة بخط ساخن مع قيادة الدفاع الجوي لشمال أمريكا أو اختصارا NORAD.
بالساعة 1:45 صباحا رد كيندي على برقية خروتشوف، مبينا بأن الولايات المتحدة قد أجبرت على تلك الخطوة بعد استلامها تأكيدات متكررة من طرفكم بأنه لايوجد صواريخ هجومية في كوبا، وقد تبين أن التطمينات كانت مجرد هراء، والانتشار «تطلب مني ردة الفعل التي أعلنتها... وأرجو من حكومتكم أن تفعل الخطوات الضرورية للسماح بالعودة إلى الوضع السابق.»

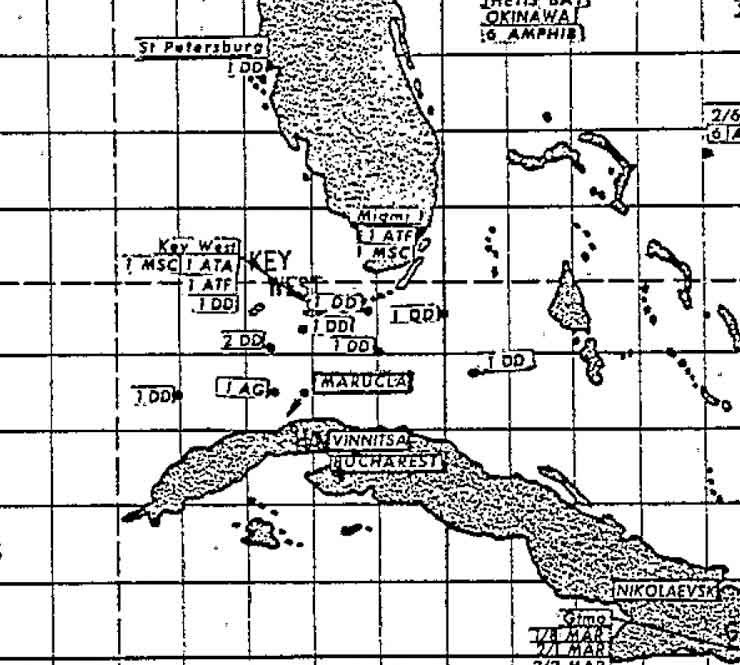
صورة لخريطة كشفت مؤخرا واستخدمتها البحرية الأمريكية تبين مواقع من السفن الاميركية والسوفياتية في ذروة تلك الأزمة

بالساعة 07:15 صباحا حاولت كلا من حاملة الطائرات اسكس Essex وجيرنغ Gearing اعتراض السفينة بوخارست ولكنهم لم يستطيعوا منعها، لكن وإلى حد ما لم تكن بالناقلة أي مواد عسكرية وقد سمح لها بالمرور خلال الحصار. وبالساعة ال5:43 مساء أمر قائد القوة المحاصرة الحاملة كيندي باعتراض وتفتيش سفينة الشحن اللبنانية Marcula. وتم العمل بذلك باليوم التالي وفحصت السفينة ثم سمح لها بالمرور إلى كوبا بعد تفتيشها.
بالساعة 5:00 مساء أعلن دين رسك بأن العمل بنصب الصواريخ الموجودة بكوبا لا يزال يمضي على قدم وساق. وقد تم التحقق من هذا التقرير لاحقا عن طريق تقارير السي أي إيه والتي تقول بأن لا يوجد هناك أي تخفيض بمستوى البناء إطلاقا.
في صباح اليوم التالي، أبلغ كيندي اللجنة التنفيذية بأنه بات متأكدا بأن إزالة الصواريخ من كوبا لن يكون إلا بالغزو، ولكنه سوف يعطي فرصة للاستمرار بالضغط العسكري والدبلوماسي. وقد أعطى الأمر بالموافقة على زيادة رحلات الطيران المنخفض فوق الجزيرة من مرتين باليوم إلى مرة كل ساعتين. وأمر بعمل برنامج مكثف لتأهيل حكومة مدنية جديدة في حال إتمام الغزو.
يبدو أن الأزمة وبشكلها الحالي في طريق مسدود. فالسوفييت لم يعطوا أي إشارة بالتراجع بل واعطوا تلميحات معاكسة. والأمريكان ليس لديهم سبب للاعتقاد بخلاف ذلك ثم أنهم بالمراحل الأولى من التجهيز بالغزو. إلى جانب ضربة نووية للاتحاد السوفييتي في حال كانت ردة فعلهم عسكرية.

## مفاوضات سرية
بالواحدة ظهرا طلب أحد أعضاء الاستخبارات السوفييتية من الصحفي الأمريكي في قناة ABC جون سكالي (خلال دعوة غداء)التوسط لدى الحكومة الأمريكية لأن «الحرب على حافة الاندلاع» -على حد قول العميل الروسي- وطلب منه عمل اتصالاته مع أصدقائه ذوو المناصب الرفيعة بالخارجية الأمريكية ليرى إن كانوا يرغبون بالحلول الدبلوماسية. واقترح بان تحتوي الصفقة على أخذ الضمانات من الاتحاد السوفييتي لإزالة الأسلحة تحت إشراف الأمم المتحدة وأن يعلن كاسترو بعدم دخول مثل تلك الأسلحة بالمستقبل، مقابل إعلان رسمي أمريكي بأنهم لن يغزو كوبا. رد الأمريكان بان طلبوا من الحكومة البرازيلية إيصال رسالة إلى كاسترو بأنهم لايرغبون بغزو الجزيرة في حالة إزالة الصواريخ.
بالساعة 6:00 مساء استلمت الخارجية الأمريكية رسالة يبدو أنها من خروتشوف شخصيا، وكما وصفها روبرت كيندي بانها طويلة جدا وعاطفية. كرر فيها خروتشوف الخطوط العريضة والتي قيلت لسكالي قبل ذلك، «أقترح: نحن من جانبنا سنعلن أن سفننا المتجهة إلى كوبا لاتحمل أي تسليحات. وأنت ستعلن بان الولايات المتحدة لن تغزو كوبا بجيوشها ولن تدعم أي قوة أخرى تحاول التفكير بغزو كوبا. ثم سيختفي أي حضور ضروري لمستشارينا العسكريين في كوبا». بالساعة 6:45 وصلت أخبار عرض العميل السوفييتي لسكالي والتي فسرت أنها من نتاج خروتشوف نفسه. وقد اعتبرت الوثيقة رسمية ودقيقة، بالرغم من المعلومات التي وردت لاحقا بأن العميل الروسي قد عمل من تلقاء نفسه وبدون دعم رسمي. وتم إعطاء الأوامر بدراسة الرسالة دراسة دقيقة وقد استغرق ذلك الليل كله.

## استمرار الأزمة

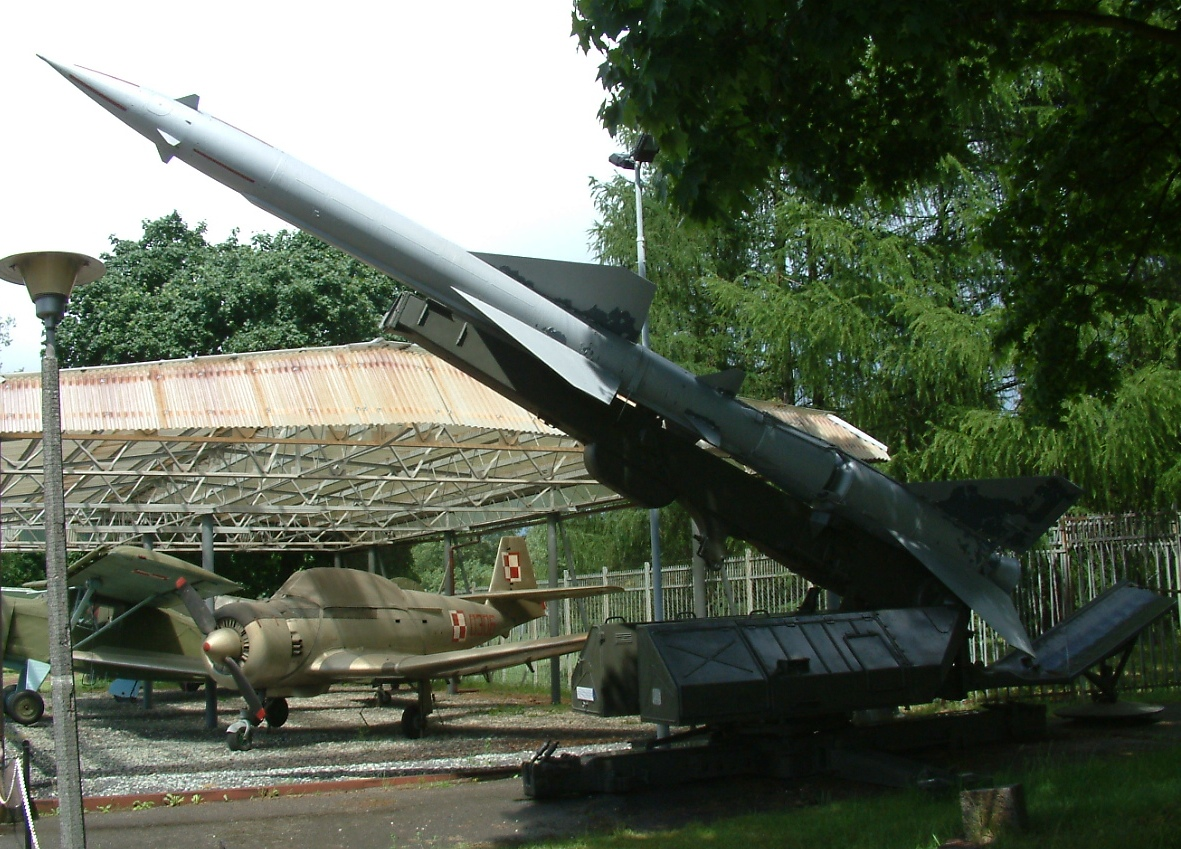
صاروخ S-75 مثبت بقاعدته. وهو الصاروخ الذي ضرب طائرة U-2 فوق كوبا.

كان كاسترو شبه متأكد من أن هناك غزو أمريكي قريب للجزيرة، وأرسل رسالة لخروتشوف ويبدو من أنه يدعوه لتوجيه ضربة استباقية للولايات المتحدة. وقد أمر جميع الأسلحة المضادة للطيران بضرب أي طائرة أمريكية تحلق فوق الجزيرة، حيث أن هناك أوامر سابقة بضرب فقط أي سرب من طائرتين فأكثر. بالساعة 6:00 صباحا يوم 27 أكتوبر أرسل عملاء الCIA مذكرة قالوا فيها من الواضح بأن 3 من 4 مواقع صواريخ في سان كريستوبال وموقعين في ساغو لا غراند يعملان بكامل طاقتهما. وأيضا الجيش الكوبي مستمر بمتابعته للموضوع، ولكنهم تحت أوامر بعدم التشغيل إلا إذا تعرضوا لهجوم.
بالساعة 9:00 صباحا بدأ راديو موسكو بإذاعة رسالة من خروتشوف مناقضة للرسالة التي أرسلت الليلة الماضية، معطية عرضا جديدا وهو إزالة الصواريخ من كوبا بالمقابل إزالة صواريخ جوبيتر من تركيا. فطوال فترة الأزمة أعلنت تركيا وبشكل متكرر عن غضبها إذا تم إزالة صواريخ جوبيتر من أراضيها. فاجتمع أعضاء اللجنة التنفيذية مرة أخرى لمناقشة الوضع المستجد، فاستخلصوا بأن التغيير بالخطاب كان خلال نقاش ما بين خروتشوف وباقي أعضاء الحزب بالكرملين. وأبلغهم ماكنامارا بأن هناك باخرة أخرى «غروزني» على بعد 600-ميل (1,000 كـم) خارج الحدود البحرية وسوف يتم اعتراضها. وأخبرهم أيضا بأنهم لم يبينوا للإتحاد السوفييتي خط الحظر واقترح بتمرير تلك المعلومات خلال يو ثانت بالأمم المتحدة.

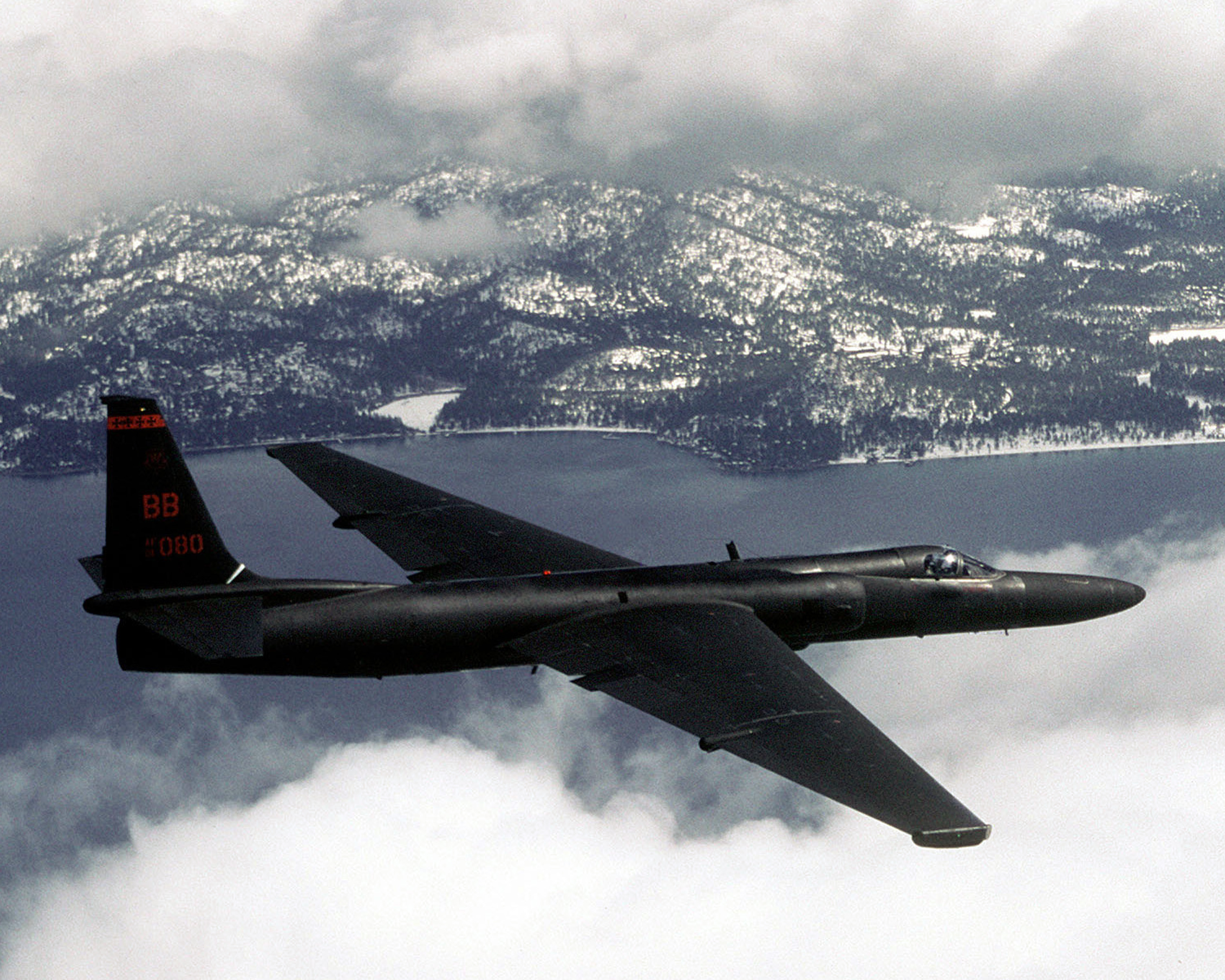
طائرة سلاح الجو الأمريكي U-2 "Dragon Lady" وقد تم اسقاط واحدة منها في كوبا.

بالساعة 11:03 صباحا وخلال اجتماع اللجنة وصلت رسالة من خروتشوف. وتقول بعض المقاطع من الرسالة: «إنك منزعج من كوبا. وأنت تقول إن هذا يزعجك لأنها تبعد عن سواحل الولايات المتحدة 90 ميلا فقط عبر البحر. لكن... أنت وضعت صواريخ ذات قوة تدميرية هائلة، من النوع الذي تسميه هجومية في تركيا، وملاصقة لنا تماما... لذلك فأقترح التالي: نحن على استعداد لإزالة الأشياء التي تعتبرها هجومية من كوبا... بالمقابل يعلن ممثليكم بأن الولايات المتحدة سوف تزيل الأشياء النظيرة لها من الأراضي التركية... ثم بعد ذلك، يقوم أشخاص موكلون من مجلس الأمن للأمم المتحدة بتفتيش المواقع لمعرفة مدى استيفاء للوعود التي قطعت.» وقد استمرت اللجنة باجتماعها حتى نهاية اليوم.

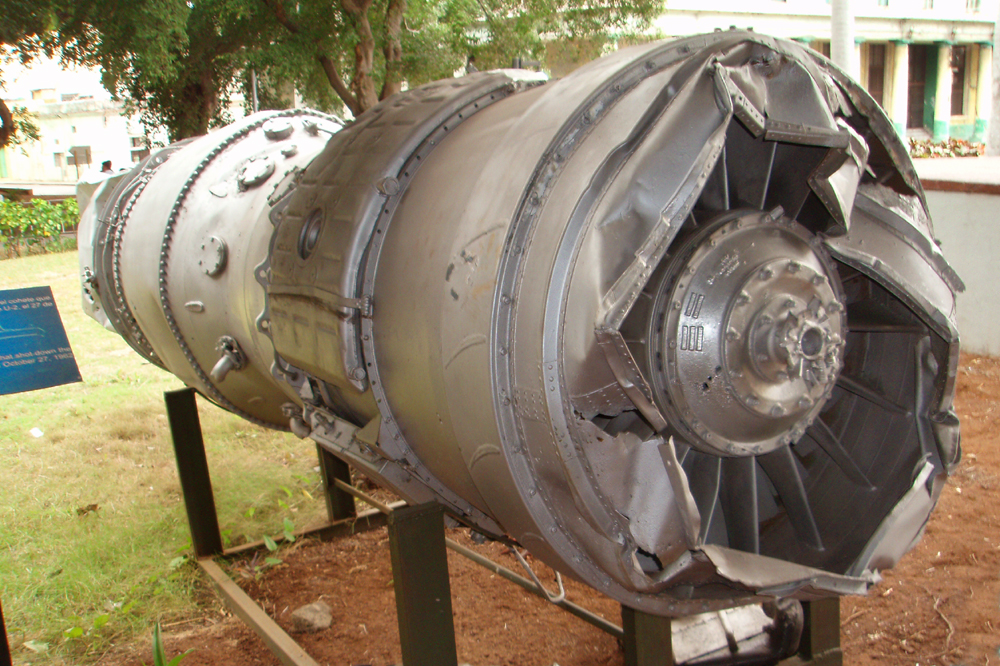
محرك الطائرة لوكهيد U-2 والتي اسقطت فوق كوبا معروضة بمتحف الثورة في هافانا

بالساعة 12:00 بتوقيت الساحل الشرقي تم ضرب طائرة أمريكية من نوع U-2 فوق الأراضي الكوبية وإسقاطها بواسطة صواريخ سوفييتية S-75 موضوعة بكوبا مما زاد من توتر النقاش ما بين الولايات المتحدة والاتحاد السوفييتي. وقد علم بعد ذلك أن قرار ضرب الطائرة جاء من قائد سوفييتي لم تحدد هويته وتحت طائل تفويضه الخاص. بعدها أي بحوالي الساعة 3:41 مساء تعرضت عدة طائرات استطلاع (F-8) كانت بمهمة تصوير استطلاعي على مستوى منخفض لإطلاق نار وأصيبت إحداهم بطلقات 37مم ولكنها استطاعت العودة للقاعدة.

بالرابعة من بعد الظهر اجتمع كيندي مع اللجنة التنفيذية بالبيت الأبيض وأمر بإرسال رسالة فورية ليوثانت يسأله إن كان السوفييت يرغبون بتعليق العمل بالصواريخ خلال تلك المناقشات المستمرة. وخلال ذلك الاجتماع تم الإعلان بأن طائرة يو-2 قد اسقطت. مع إنه قال قبل ذلك بأنه سوف يصدر أوامر بمهاجمة أي موقع يطلق النيران، ولكنه فضل هنا ترك الموضوع وعدم الرد إلا إذا ماتم هجوم آخر. يتذكر ماكنامارا في مقابلة بعد الأزمة ب 40 عاما قائلا: 

## صياغة خطاب الرد
خلال الاجتماع، اقترح كيندي بتبني عرض خروتشوف لإبعاد شبح الصواريخ، لكن اللجنة كانت ضد العرض لأنه يضعف هيبة الناتو، والحكومة التركية كانت قد كررت رفضها لمثل هذا العرض. الشيء الذي يجهله معظم أعضاء تلك اللجنة أن روبرت كيندي قد قابل السفير السوفيتي في واشنطن ليطلع ماإذا كانت تلك النوايا حقيقية أم لا.
وخلال الاجتماع، ظهرت خطة جديدة اقتنع بها كيندي بصعوبة، وتطلب تلك الخطة من الرئيس بتجاهل عرض خروتشوف الأخير والرد على عرضه الأول. وقد كان كيندي مترددا بالبداية، مقتنعا بأن خروتشوف لن يوافق على العرض بسبب عرضه الجديد، لكن ليويلن تومسون (السفير السابق للإتحاد السوفييتي) قال بأنه قد يعطي الموافقة على ذلك. مستشار البيت الأبيض القانوني تيد سورينسن وروبرت كيندي تركا الاجتماع لصياغة الخطاب وعادا بعد 45 دقيقة مع الخطاب وقد عمل به الرئيس عدة تغييرات قبل عمل الموافقة النهائية لطباعته وإرساله.
بعد انتهاء اجتماع الهيئة، كان هناك اجتماع صغير بالمكتب البيضاوي. ناقشت فيه المجموعة على ضرورة إرسال الرسالة مع لهجة مشددة للسفير الروسي بأنه في حالة عدم سحب الصواريخ، سيكون الرد عسكريا لسحبها. وقد أضاف الوزير دين رسك فقرة بأنه تركيا لن تكون طرفا بالمقايضة، ولكنه سيكون معلوما بأن سحبنا للصواريخ سيصبح طوعيا بعدها مباشرة، وقد وافق الرئيس وتم إرسال الرسالة.

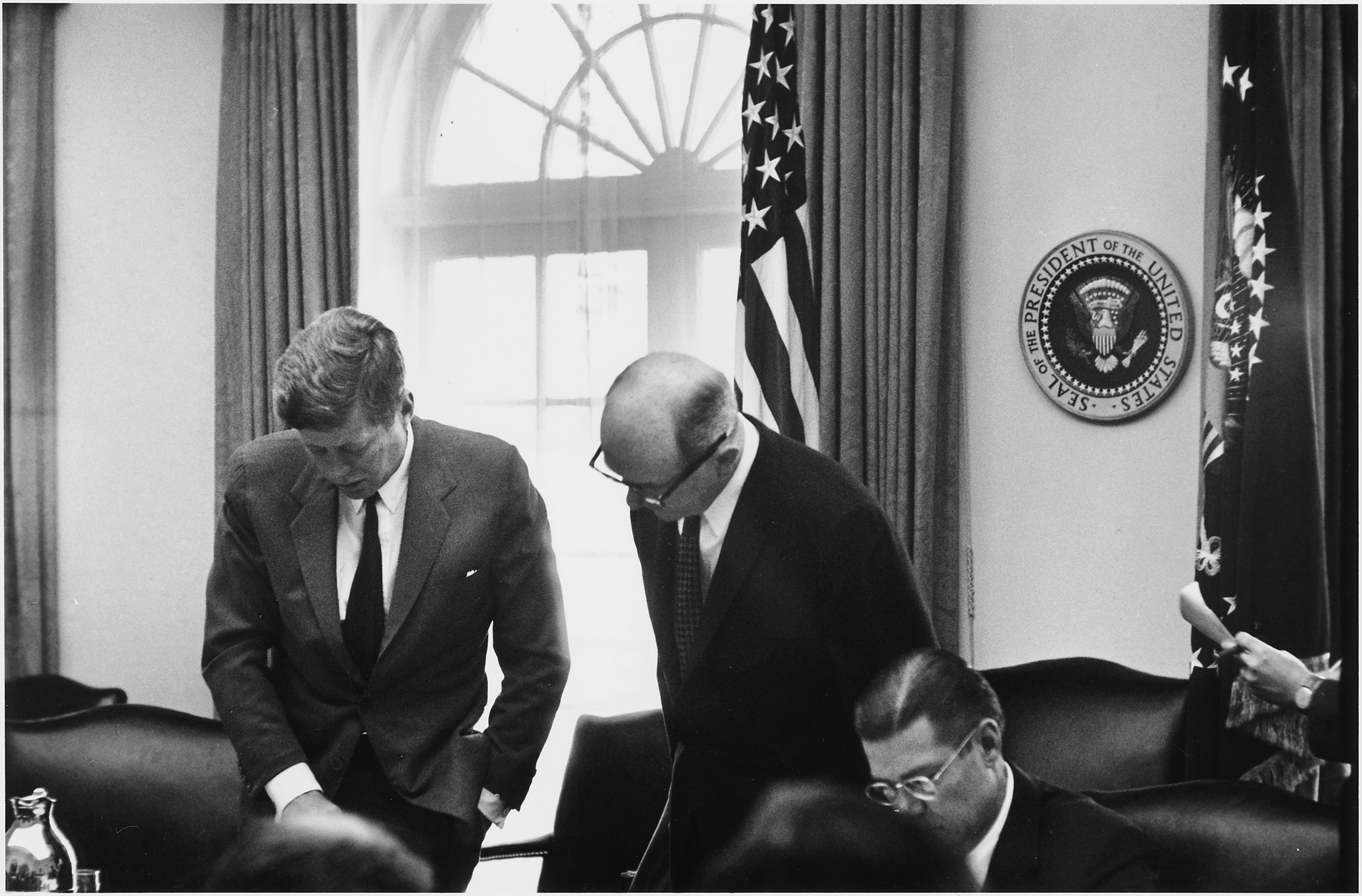
احدى اجتماعات اللجنة التنفيذية خلال أزمة صواريخ كوبا. ويبدو الرئيس كيندي مع وزير الخارجية دين رسك ووزير الدفاع مكنامارا بالبيت الأبيض

اجتمع فومين مرة أخرى مع سكالي. وسأله سكالي: لماذا كانت ردود خروتشوف بالرسالتين مختلفة، فادعى فومين بأنه قد يكون ضعف الاتصالات هو السبب. فرد سكالي عليه بأن كلامه غير موثوق وصرخ قائلا: «بأنها خيانة كريهة الرائحة». واقر له بأن الغزو سيكون بعد عدة ساعات، وعند تلك النقطة قال فومين بأنه يتوقع أن يصل الرد من خروتشوف سريعا إلى الولايات المتحدة. وألح على سكالي إبلاغ وزارة الخارجية بأنه لايقصد بأي خيانة. فرد عليه أنه لا يعتقد بأن سيصدقه أحد، وإن وافق على إيصال الرسالة، فتفرق كليهما إلى طريقه. وقد أرسل سكالى مذكرة فورية إلى اللجنة التنفيذية يبلغهم بما حصل.
كانت هناك قناعة داخل الإدارة الأمريكية بأن تجاهل العرض الثاني والعودة للعرض الأول سيضع خروتشوف في موقف صعب جدا، فالتجهيزات العسكرية مستمرة، وتم استدعاء جميع العاملين بسلاح الطيران للتواجد في قواعدهم تحسبا لأي طارئ. وقد وصف روبرت كيندي هذا المزاج العام: «لم نتخل عن جميع الأمل الموجود، ولكن ماهو الأمل المتبقي مع خروتشوف ليراجع مقترحاته بالساعات التالية. إنه شيء نأمله ولم نتوقعه. المتوقع هي مواجهة عسكرية ستكون يوم الثلاثاء، وربما غدا..».
في الساعة 8:05 مساء أُرسل الخطاب الذي تم صياغته هذا اليوم. ومفاده : «كما قرأت رسالتك، فإن الخطوط العريضة لمقترحك مقبولة عمومًا وهي كما فهمتها: 1) موافقتك على إزالة أنظمة الصواريخ من كوبا تحت إشراف ورقابة الأمم المتحدة، ثم القيام بإشراف أمني لمنع أي إدخال آخر لمثل تلك المنظومات إلى كوبا. 2) نحن ومن جانبنا موافقون إنشاء الترتيبات الكافية من خلال الأمم المتحدة لضمان استمرار وتنفيذ الالتزامات التالية: (أ) إزالة الفورية للحظر الواقع. و (ب) إعطاء الضمان بعدم غزو كوبا». الخطاب قد تم إرساله للصحافة لضمان وصولها بسرعة.
مع إرسال الرسالة كان هناك برنامج عمل على طاولة البحث. لأنه وكما لاحظ روبرت كنيدي كان التوقع بالموافقة ضعيف. في الساعة 9:00 مساء اجتمعت الهيئة مرة أخرى لمراجعة أحداث اليوم التالي. كانت الخطط الموضوعة هي ضربات جوية على منصات تلك الصواريخ بالإضافة إلى أهداف اقتصادية، كأماكن تخزين النفط. وصرح مكنامارا بأنه سيتعين عليهم تجهيز التالي: حكومة لكوبا، لأننا سنحتاج لذلك. ثانيا خطة عمل للرد السوفياتي في أوروبا، لأنهم بالتأكيد سوف يفعلون شيئا ما هناك.
في الساعة 12:12 صباح يوم 27 أكتوبر، أبلغت الولايات المتحدة حلفائها بحلف الناتو بان «الوضع يتطور وبسرعة... وقد تجد الولايات المتحدة وخلال فترة قصيرة جدا مضطرة مع حلفائها الغربيين لفعل عمل عسكري ضروري». وقد أضيف إلى هذا القلق تقرير من ال CIA وصل الساعة 6:00 صباحا يفيد بأن جميع منصات الصواريخ في كوبا قد باتت جاهزة للعمل.
في هذا اليوم 27 أكتوبر، ألقت البحرية الأمريكية مجموعة من قنابل الأعماق على الغواصة السوفياتية (B-59) داخل نطاق الحظر، غير مدركين بأنها مسلحة بطوربيدات ذات رؤوس نووية مع أوامر سمح لها أن تستخدم هذا السلاح إذا ثقبت الغواصة (ثقب في جسم السفينة جراء قنابل الأعماق أو إطلاق نار من السطح).

## إنهاء الأزمة
بعد مشاورات مطولة بين السوفييت والإدارة الأمريكية، وافق كيندي على المطالب المتعلقة بإزالة جميع قواعد الصواريخ الموجودة على الحدود التركية السوفييتية بالمقابل إزالة خروتشوف لجميع المنصات الموجودة بكوبا.
في الساعة ال 9:00 من صبيحة 28 أكتوبر، وصلت رسالة من خروتشوف كانت قد أذاعها راديو موسكو. صرح فيها خروتشوف التالي:«أصدرت الحكومة السوفيتية إضافة إلى القرارات السابقة بوقف أي أعمال إضافية في بناء قواعد للأسلحة، فقد أصدرت قرار جديد بتفكيك الأسلحة التي توصف بالهجومية وقواعدها وإعادتهم إلى الاتحاد السوفييتي».
وجاء رد كيندي سريعا، وذلك بإصدار بيان فيه دعوة "إلى المساهمة البناءة والهامة في عملية السلام". واستمر فيها قائلا: "أخذت رسالتي إليك بالسابع والعشرين من أكتوبر وردك اليوم بعين الاعتبار بالقيام بمهمة قوية من جانب حكومتينا والتي ينبغي تنفيذها فورا. وستقوم الولايات المتحدة بعمل تقرير في إطار عمل مجلس الأمن بخصوص كوبا على النحو التالي: ستعلن بأن حكومة الولايات المتحدة الأمريكية سوف تحترم حرمة الحدود الكوبية، وسيادتها، وتتعهد بعدم التدخل بالشؤون الداخلية وعدم إقحام أنفسهم وعدم السماح باستخدام الأراضي الأمريكية كجسر لغزو كوبا، وستمنع كل من يخطط لأعمال عدوانية لكوبا سواء من الأراضي الأمريكية أو أراضي دول مجاورة لكوبا.
يعتبر كاسترو من أكبر المستفيدين من معاهدة كيندي-خروتشوف، فهي من الجانب العملي قد شددت من قبضته داخل كوبا التي لن تهاجمها أمريكا. من جانب آخر كانت كوبا هي المكان الوحيد الذي يستطيع خروتشوف أن يضع صواريخه بها لكي يقايض بها كيندي لإزالة الصواريخ الموجودة بتركيا، لهذا لن يكون للسوفييت نية اللجوء إلى حرب نووية إن كانوا خارج مرمى نيران الأمريكان. لكن بما أن سحب الصواريخ من تركيا لم يكن له صدى قوي بذلك الوقت، فإن خروتشوف بدأ وكأنه الطرف الخاسر بتلك الأزمة. وأدرك كيندي بأنه ربح الرهان ما بين القوتين الجبارتين وظهر خروتشوف كأنه ذليل. ولكن لم تكن تلك هي الحالة عمومًا حيث أن كلا من خروتشوف وكيندي حاولا جهدهما لتجنب أزمة رغم الضغط الشعوب على حكوماتهم، واستمر خروتشوف بالحكم لمدة عامين بعد ذلك.

## نتائج الأزمة
أحرجت تلك التسوية خروتشوف والاتحاد السوفياتي بشكل حاد وذلك أن سحب الولايات المتحدة لصواريخها من تركيا لم يكن له تأثير إعلامي قوي— بل كانت اتفاقية سرية ما بين كيندي وخروتشوف. واعتبر الروس بأنه انسحاب من الأوضاع التي بدؤوا بها— ولو أنهم تصرفوا بشكل جيد لأصبحت الأمور مغايرة وتسير بالإتجاه المعاكس. وقد تنحى خروتشوف عن الحكم بعدها بسنتين بسبب (وإن كان جزئيا) الإحراج الذي تلقاه المكتب السياسي للجنة المركزية للحزب من سوء تصرف خروتشوف بتسريع وتيرة الأزمة في البداية وبالآخر يقدم تنازلات للولايات المتحدة. ولكن هذه الأزمة لم تكن الوحيدة التي أسقطت خروتشوف عن الحكم، إنما السبب الرئيسي هو قناعة منافسيه السياسيين مثل ليونيد بريجنيف بعدم قدرته بأخذ زمام الأمور عند الأزمات العالمية.
أما كوبا، فقد حدثت خيانة جزئية من طرف السوفيات نظرا لأن القرارات بشأن كيفية حل الأزمة قد تمت ما بين كيندي وخروتشوف، ولم تعالج المواضيع التي تهم كوبا كوضع جوانتاناموا. مما أدت إلى تدهور بالعلاقات الكوبية السوفياتية لعدة سنوات. ولكن استفادت كوبا من شرط عدم تعرضها للغزو.
أحد القادة الميدانيين بالجيش الأمريكي لم يكن راضيا عن النتيجة أيضا. إنه الجنرال ليماي الذي أبلغ الرئيس بأن ماحصل هو أكبر هزيمة بالتاريخ الأمريكي، وقد كان يجب علينا أن نبدأ الغزو مباشرة.
أزمة الصواريخ الكوبية حفزت على عمل خط ساخن ومباشر ما بين موسكو-واشنطن، الغرض من تلك الخاصية هي تسهيل عمل اتصالات مباشرة ما بين قادة الدولتين النوويتين عند حل أي أزمة شبيهة بأزمة أكتوبر 1962.
بعض المعلقون السياسيون (مثل ميلمان 1988 وهيرش 1997) قالوا بأن تلك الأزمة هيئت الأجواء لأمريكا لاستخدام الحلول العسكرية، مثل حرب فيتنام.
المواجهة الأمريكية-الروسية كانت متزامنة مع الحرب الهندية الصينية، التي بدأت وقت الحظر العسكري الأمريكي لكوبا. وتكهن المؤرخون بأن الهجوم الصيني ضد الهند من أجل أراض متنازع عليها كان مقصدها ليتزامن مع الأزمة الكوبية.

## نقاط تاريخية
خلص المؤرخ والمستشار في عهد كيندي أرثر شليزنجر بمقابلة لراديو (National Public Radio) في 16 أكتوبر 2002 بأن كاسترو لم يكن يريد تلك الصواريخ وإنما وافق تحت ضغط سياسي من خروتشوف وبحجة «التضامن الاشتراكي». وأقر أيضا بانه لم يكن مرتاح تماما لفكرة الصواريخ في أراضي كوبا. فالجمعية الوطنية الكوبية للثورة قبلت ذلك لحماية كوبا ضد أي هجوم أمريكي، ولمساعدة حليفهم الرئيسي وهو الاتحاد السوفياتي. وقد أقر شليزنجر بأن كاسترو بعد قبوله الصواريخ قد غضب من خروتشوف أكثر من كيندي بعد الأزمة، لسحبه الصواريخ بدون أن يقرر النقاش معه في مسألة السحب.
أوائل عام 1992 جرى التأكيد على أن القوات السوفياتية الرئيسية في كوبا وقبل أندلاع الأزمة قد استلمت رؤوس حربية نووية تكتيكية لراجمات الصواريخ وقاذفات القنابل اليوشن IL-28. مع أن الجنرال أناتولي جريبكوف أحد أعضاء السوفيات المسؤولين عن تلك العملية، قال بأن قائدهم وهو الجنرال عيسى بلييف كانت له صلاحية مسبقة لاستخدامها إذا شنت الولايات المتحدة حملة واسعة النطاق لغزو كوبا. وقال بأن تفويض الكرملين لم يوقع عليه ولم يتم ارساله. روايات أخرى تقول بأن بلييف قد أعطي له التفويض لاستخدام الأسلحة النووية التكتيكية ولكن بالحالات القصوى جدا -كغزو الولايات المتحدة للجزيرة وبحيث تكون الاتصالات مقطوعة مع موسكو- ويبدو أن القوات الأمريكية كانت مستعدة للهجوم (بعد عملية إسقاط طائرة ال U-2 ولكن قبل القاء كيندي خطابه التلفزيوني)، وقد ألغى بعدها خروتشوف التفويض الذي أعطاه لبلييف لاستخدام الأسلحة التكتيكية النووية وحتى بالحالات القصوى.
وكان كاسترو يعلم بأن الرؤوس الحربية قد وصلت بالفعل كوبا وقد أوصى باستخدامها، بالرغم من يقينه بأن ذلك سيدمر الجزيرة بأكملها عند اندلاع حرب نووية.

## اقرأ أيضا
- علاقات أمريكية كوبية
- خط أحمر (مصطلح)

اطلقت مكتبة جون ف كيندي في أكتوبر 1997 مجموعة من التسجيلات توثق الأزمة خلال الفترة من 18 وحتى 29 أكتوبر. تلك التسجيلات قد تم عملها داخل المكتب البيضاوي، وتشمل مذكرات النقاش الشخصية للرئيس كيندي، ومحادثاته مع مستشاريه، والمقابلات مع هيئة الأركان المشتركة واعضاء من اللجنة التنفيذية الخاصة.
يمكن القول إنه لم يتم تمييز أخطر لحظة في الأزمة بها حتى تم عمل مؤتمر هافانا لأزمة الصواريخ الكوبية في أكتوبر 2002، وحضره الكثير من قدامى محاربي تلك الأزمة، وقد علم أنه يوم 26 أكتوبر 1962 رمت المدمرة الأمريكية بيل (USS Beale) قنابل أعماق على غواصة كانت مجهولة الهوية لديهم، وقد كانت بالواقع غواصة سوفياتية ومجهزة بالأسلحة النووية. وقد اندلعت مشادة بين القادة الثلاثة مع الجنرال فاسيلي أرخيبوف الذي عارض قرارهم بإرسال طوربيد نووي لتدمير المدمرة الأمريكية. وهو بذلك له الفضل في تفادي نشوب حرب نووية بتلك اللحظة.